# Helina xena
Helina xena este o specie de muște din genul Helina, familia Muscidae, descrisă de Malloch în anul 1934. Conform Catalogue of Life specia Helina xena nu are subspecii cunoscute.